# Драганешти (Голешти)
Драганешти (рум. Drăgănești) насеље је у Румунији у округу Валча у општини Голешти. Oпштина се налази на надморској висини од 561 m.

## Становништво
Према подацима из 2002. године у насељу је живело 237 становника, од којих су сви румунске националности.